# Брансвик (Небраска)
Брансвик (енгл. Brunswick) град је у америчкој савезној држави Небраска.

## Демографија
По попису из 2010. године број становника је 138, што је 41 (-22,9%) становника мање него 2000. године.
| Група             | 2000.       | 2010.        |
| Белци             | 174 (97,2%) | 138 (100,0%) |
| Афроамериканци    | 1 (0,6%)    | 0 (0,0%)     |
| Азијати           | 0 (0,0%)    | 0 (0,0%)     |
| Хиспаноамериканци | 1 (0,6%)    | 0 (0,0%)     |
| Укупно            | 179         | 138          |